# Kris Farris
(en) Statistiques sur pro-football-reference
Pour les articles homonymes, voir Farris.
Kristofer Martin Farris (né le 27 mars 1977 à St. Paul) est un joueur américain de football américain.

## Enfance
Farris étudie à la Margarita Catholic High School de Rancho Santa Margarita en Californie.

## Carrière

### Université
Il entre à l'université de Californie à Los Angeles où il intègre l'équipe de football américain des Bruins. Il se fait tout de suite remarqué par son talent dans la ligne offensive et va même remporter le Outland Trophy 1998.

### Professionnel
Kris Farris est sélectionné au troisième tour du draft de la NFL de 1999 par les Steelers de Pittsburgh au soixante-quatorzième choix. Il ne joue aucun match de sa saison de rookie surement à cause d'une blessure et reste éloigné des terrains durant la saison 2000.
En 2001, il revient en NFL avec la tunique des Bills de Buffalo avec qui il joue trois matchs dont un seul comme titulaire. Après cela, il disparaît du monde du football professionnel.

## Palmarès
- Vainqueur du Outland Trophy 1998